# Belichtungsindex (Radiologie)

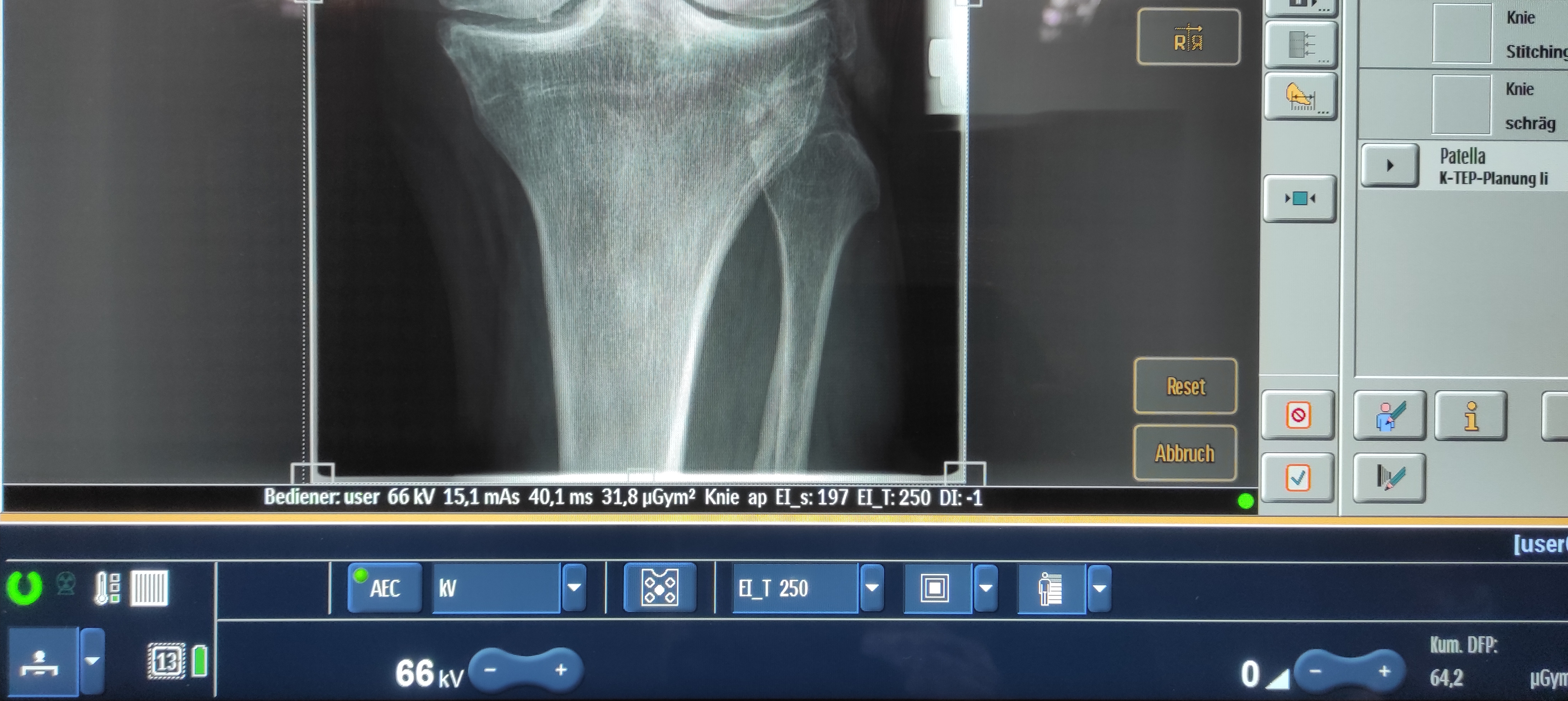
Foto einer typischen Anzeige einer digitalen Röntgenanlage mit den im Artikel beschriebenen Größen

Der einheitenlose Belichtungsindex EI (von engl. Exposure Index), auch Dosisindikator genannt, gibt in der Radiologie darüber Auskunft, wie viel Strahlendosis für die Erstellung eines digital aufgenommenen Bildes aufgewendet wurde. Erstmals im Jahr 2001 in der Norm 6868-58 V definiert, sind die Kalibrierbedingungen für seine Bestimmung aktuell in den Normen IEC 62494-1 bzw. E DIN EN 62494-1 vom Jahr 2008 festgelegt. Typische Werte liegen zwischen 150 und 400.

## Hintergrund

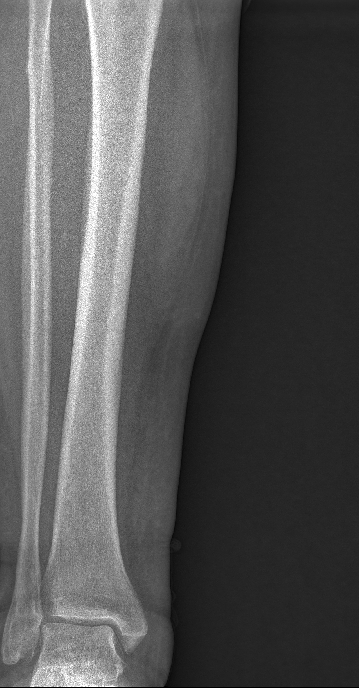
Unterbelichtetes digitales Röntgenbild des Unterschenkels, zu erkennen am krisseligen Bildeindruck des Knochens. Ursächlich war falsche, außermittige Positionierung des abzubildenden Objektes

Ob ein Bild über- oder unterbelichtet wurde, konnte bei Röntgenbildern, die mit Hilfe von Röntgenfilmen erstellt wurden, leicht über die Filmdichte beurteilt werden. Digitale Systeme, wie die heute gebräuchlichen Flachdetektoren, zeigen durch erhöhtes Bildrauschen zwar an, wenn ein Bild unterbelichtet ist, nicht aber, wenn zu viel Dosis aufgewendet wurde.
Der Belichtungsindex und der Abweichungsindex geben dem Anwender Auskunft über die korrekte Belichtung des Bildes. Dabei gilt es zu beachten, dass diese Dosisangabe umso weiter von der echten applizierten Dosis abweicht, je weiter sich die Aufnahmebedingungen von den Kalibierbedingungen unterscheiden und kann unter ungünstigen Bedingungen um bis zu 50 % vom angezeigten Wert differieren.

## Geltungsbereich
Der Dosisindikator findet bei digitalen Lumineszenz-Systemen (CR), Systemen mit Flachbilddetektoren (DX) und Röntgengeräten auf CCD-Basis Anwendung. Er gilt nicht für Mammografiegeräte, Geräte der Dentalradiologie, Bildverstärkersysteme und auch nicht bei einer Bildgebung, die auf Mehrfachbelichtungen beruht, wie dies beispielsweise bei der Tomosynthese oder der Zwei-Spektren-Radiologie der Fall ist.

## Dosisindikatoren EI_s, EI_T und Abweichungsindex DI

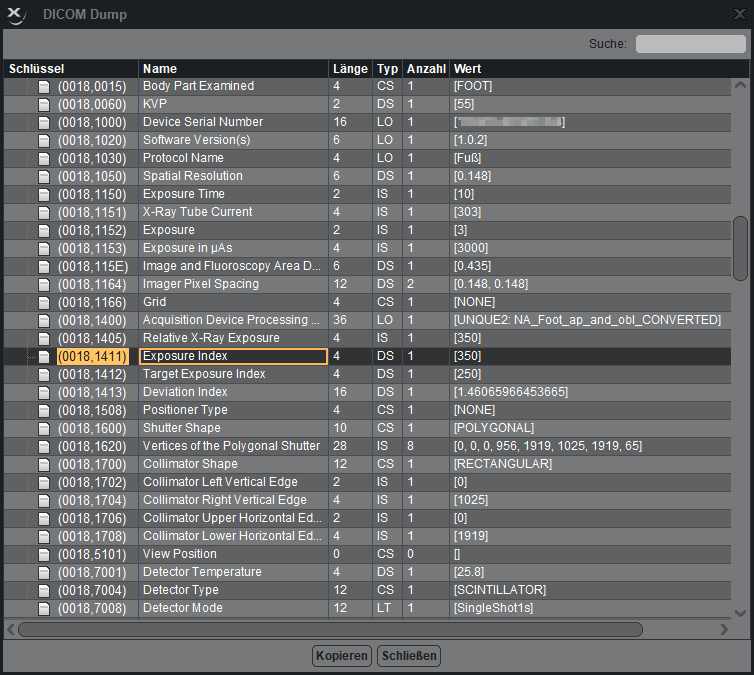
Der signalbasierte Dosisindikator EI_s eines Röntgenbildes wird im Dicom Tag 0018,1411 im PACS gespeichert, EI_T in 0018,1412 und der Abweichungsindex DI im Feld 0018,1413.

In der Norm werden die Größen Dosisindikator (EI) und Abweichungsindex (DI) definiert. Der Dosisindikator ist eine Größe, die proportional zur applizierten Dosis ist. Der Abweichungsindex entspricht den Belichtungspunkten und zeigt an, um wie viele Punkte der signalbasierte (= gemessene) Belichtungsindex EI_s eines Bild gegenüber dem auf dem Gerät hinterlegten Ziel-Belichtungsindex EI_T ggf. über- oder unterbelichtet ist. Um diesen zu bestimmen, sind in der Röntgenanlage für jeden Untersuchungstyp Referenzwerte hinterlegt. Bei der Aufnahme wird durch einen Ranger (auch AEC für automatic exposure control genannt) EI_s durch Verarbeitung der Einfallsdosis im relevanten Bildbereich festgelegt. Der Abweichungsindex errechnet sich wie folgt: DI = 10 × log10 (EI_s/EI_T).
Ist EI_T beispielsweise 250 und EI_s = 400 errechnet sich DI zu 10 × log10 (400/250) = 2,04. Um den Referenzwert zu erhalten, müsste die vom System vorgeschlagene Dosiseinstellung also um 2 Belichtungspunkte gesenkt werden.
Die Bundesärztekammer gibt eine verbindliche Leitlinie heraus, in der Referenzwerte für jede Untersuchungsart hinterlegt sind.

## Bestimmung des Dosisindikators EI
EI errechnet sich aus co × KCal. Wobei KCal = Bildempfänger-Luftkerma in µGy unter Kalibrierbedingungen und co eine Konstante mit dem Wert 100 µGy−1 sind. Hersteller bzw. Lieferanten eines digitalen Röntgensystems müssen die für der Bestimmung von KCal zugrundegelegte inverse Kalibrierfunktion g(VCal) angeben, wobei eine Genauigkeit von <20 % gefordert wird. Die Kalibrierbedingungen sind:
- Es erfolgt eine homogene Bestrahlung.
- Die Bildempfänger-Luftkerma deckt den festgelegten Betriebsbereich ab.
- Die Messung der Bildempfänger-Luftkerma erfolgt frei Luft ohne Rückstreuung.
- Die Halbwertschichtdicke ist 6,8 ± 0,3 mm Aluminium mit einem Zusatzfilter von 21 mm Aluminium oder 0,5 mm Kupfer und 2 mm Aluminium.
- Die Röhrenspannung liegt zwischen 66 und 74 kV.
- Die für die Bestimmung benutzten Filter sowie die Röhrenspannung müssen dokumentiert werden.
- Die Bestimmung erfolgt mithilfe der mittigen 10 % der Fläche der homogen bestrahlten wirksamen Bildauffangfläche.